# Сіменьдін
Сіменьдін (англ. Ximending; кит.: 西門町; піньїнь: Xīméndīng; певедзі: Se-mn̂g-teng; ромадзі: Seimon-chō) — мікрорайон та торговий округ у районі Ваньхуа в Тайбеї, Тайвань.

## Огляд

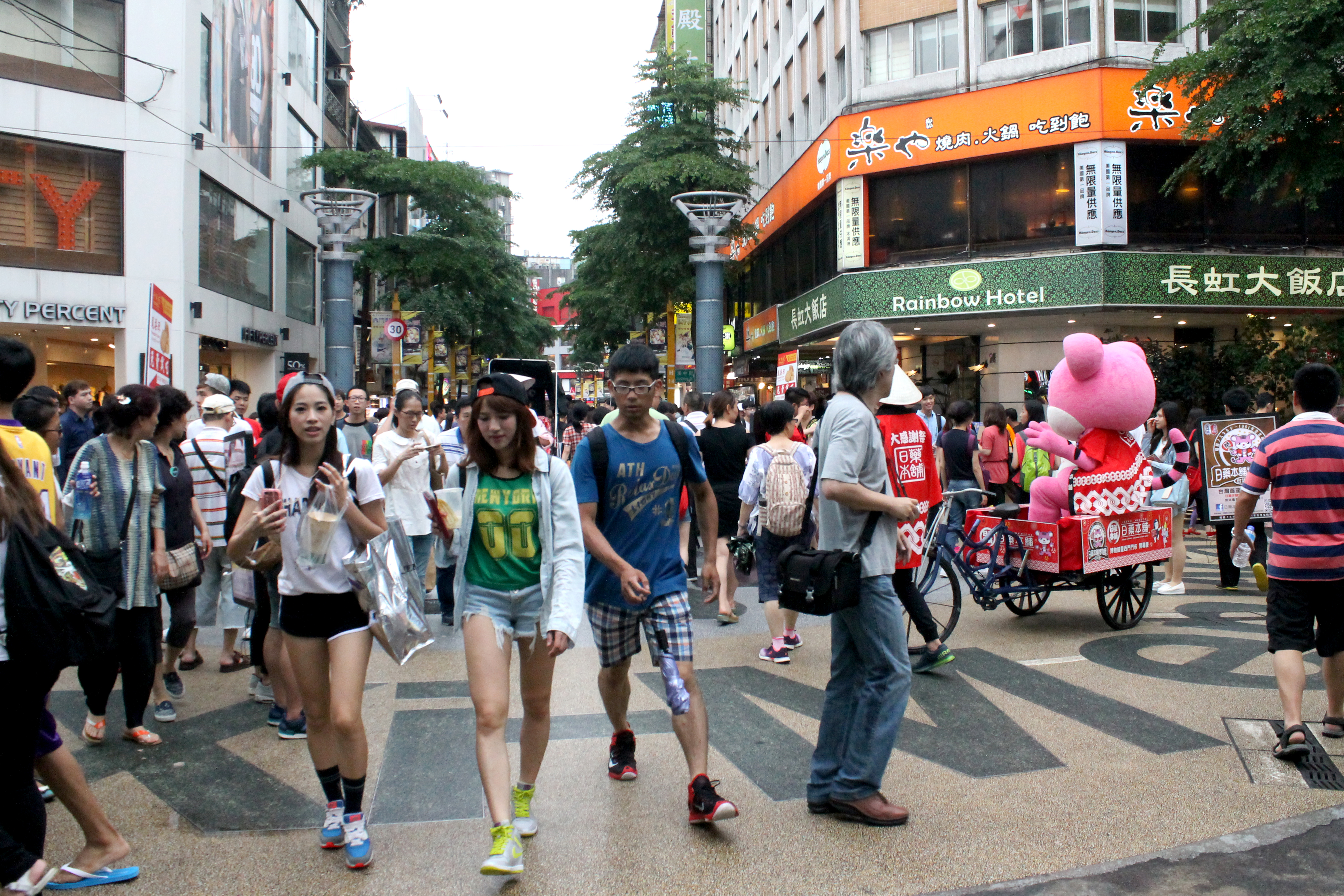
Сіменьдін — популярний торговий район серед молоді.

Сіменьдін називають «тайбейським Харадзюку» та «тайбейським Шібуя». Сіменьдін є центром моди, субкультури та японської культури Тайваню. В районі розташовано безліч клубів та пабів. Район знаходиться в північно-східній частині Ваньхуа в Тайбеї, а також є найважливішим споживчим районом у Західному окрузі Тайбея. Пішохідна зона Сіменьдіну була першою пішохідною зоною, побудованою в Тайбеї, і є найбільшою в Тайвані.

## Транспорт
Оскільки багато автобусних маршрутів пересікаються на вулиці Джунхуа, Сімендін також є важливим районом для автобусних пересадок. До Сіменьдін також можна потрапити через вихід 6 станції Тайбейського метрополітену Сімень (лінія Баньнань та Songshan-Xindian).

## Історія

### Назва
Пішохідна зона Сіменьдін названа на честь адміністративного поділу Сеймон-чо (西門町), який існував під час правління Японії, посилаючись на поширену назву Тайваню в часи окупації. Область Сеймон-чо включала в себе сучасні вулиці Ченду (成都路), південна Сінін (西寧南路), Куньмін (昆明街) та Кандін (康定路). Однак сьогодні пішохідна зона Сіменьдін включає також вулиці: Сеймон-чоу (Seimon-chō), Вакатаке-чоу (Wakatake-chō;若竹町) та Шинкі-чо (Shinki-chō; 新起町). Історичним написанням цієї області було Hsimenting, який базується на романізації стандартної китайської мови Уейда-Джайлза.

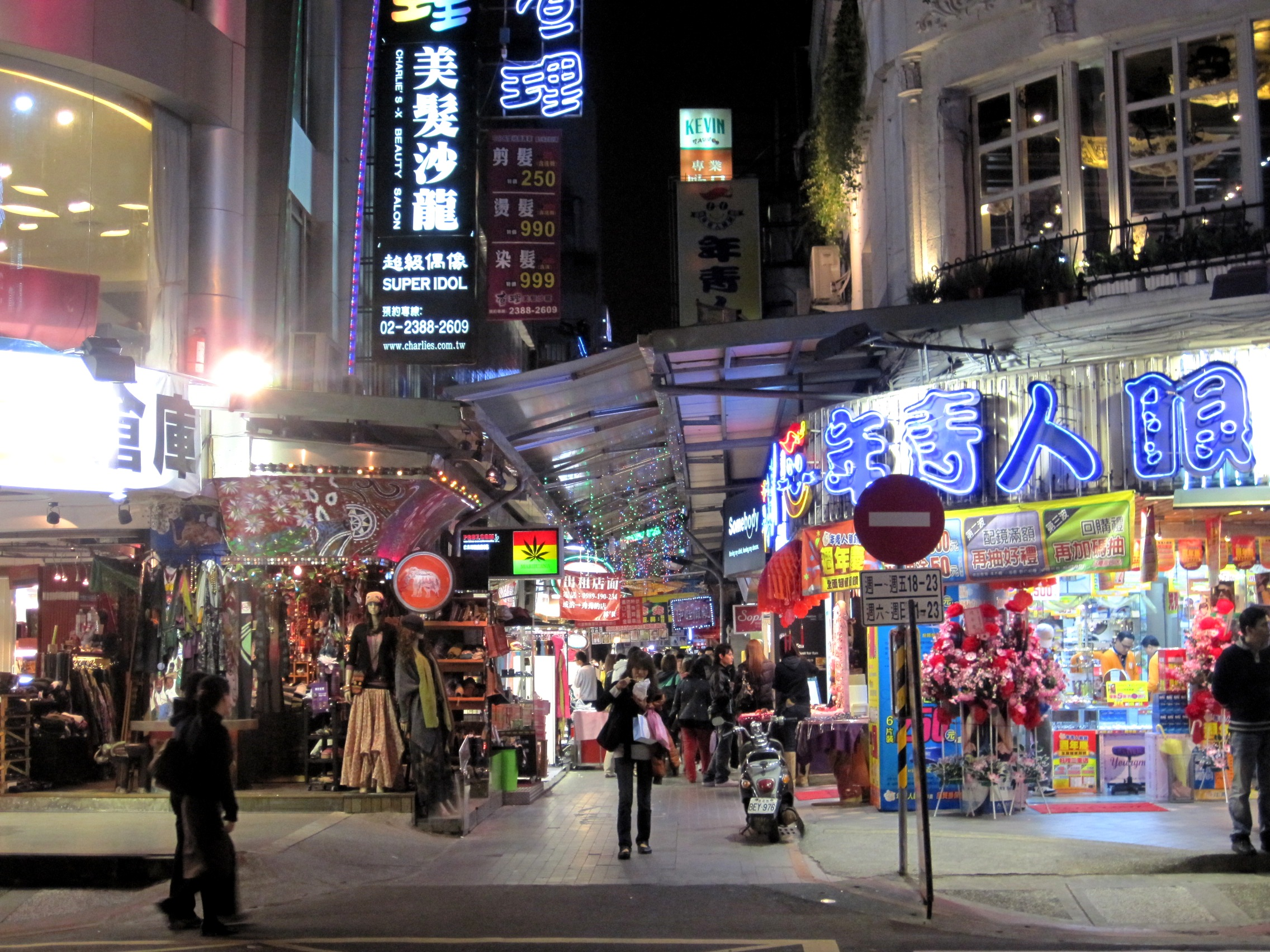
Провулок в Сіменьдін вночі.

### Етимологія назви
Назва Сіменьдін походить від його розташування біля західних воріт міста Тайбей. На початку японського правління територія все ще була дикою місцевістю, через яку проходила дорога, що з'єднувала західні ворота з містом Бангка (сьогодні Ваньхуа). Пізніше японці вирішили за прикладом Асакуса в Токіо облаштувати місцевість в розважально-діловий район. Перші споруджені розважальні заклади включали Тайхокуза (臺北座) у 1897 році, Ейза (榮座, нині ринок Новий Вангуо) у 1902 році та театр Червоний дім у 1908 році.

### Театральна вулиця
Сіменьдін став відомим завдяки театральній вулиці в Тайбеї в 1930-х роках і стала ще більш процвітаючою після поразки Японії. У 1950-х роках кожен театр був заповнений під зав'язку. Поступово один за одним відкривалися нові театри; у якийсь момент на початку вулиці Учан було більше десяти театрів. Однак у 1990-х роках, коли місто Тайбей розвивалося в напрямку Східного округу, бізнес почав втрачати зацікавленість інвесторів. У 1999 році міська влада та місцеві магазини створили в Сіменьдін пішохідну зону, заборонивши в'їзд транспортних засобів у вихідні та національні свята, що привабило молодих споживачів і відновило бізнес. Сьогодні в Сіменьдін розміщено понад двадцяти театрів і шість тисяч магазинів, це популярне місце для невеликих концертів, презентацій альбомів і вуличних вистав. Тут також розташований Red Envelope Club, заснований в 1960-х роках.

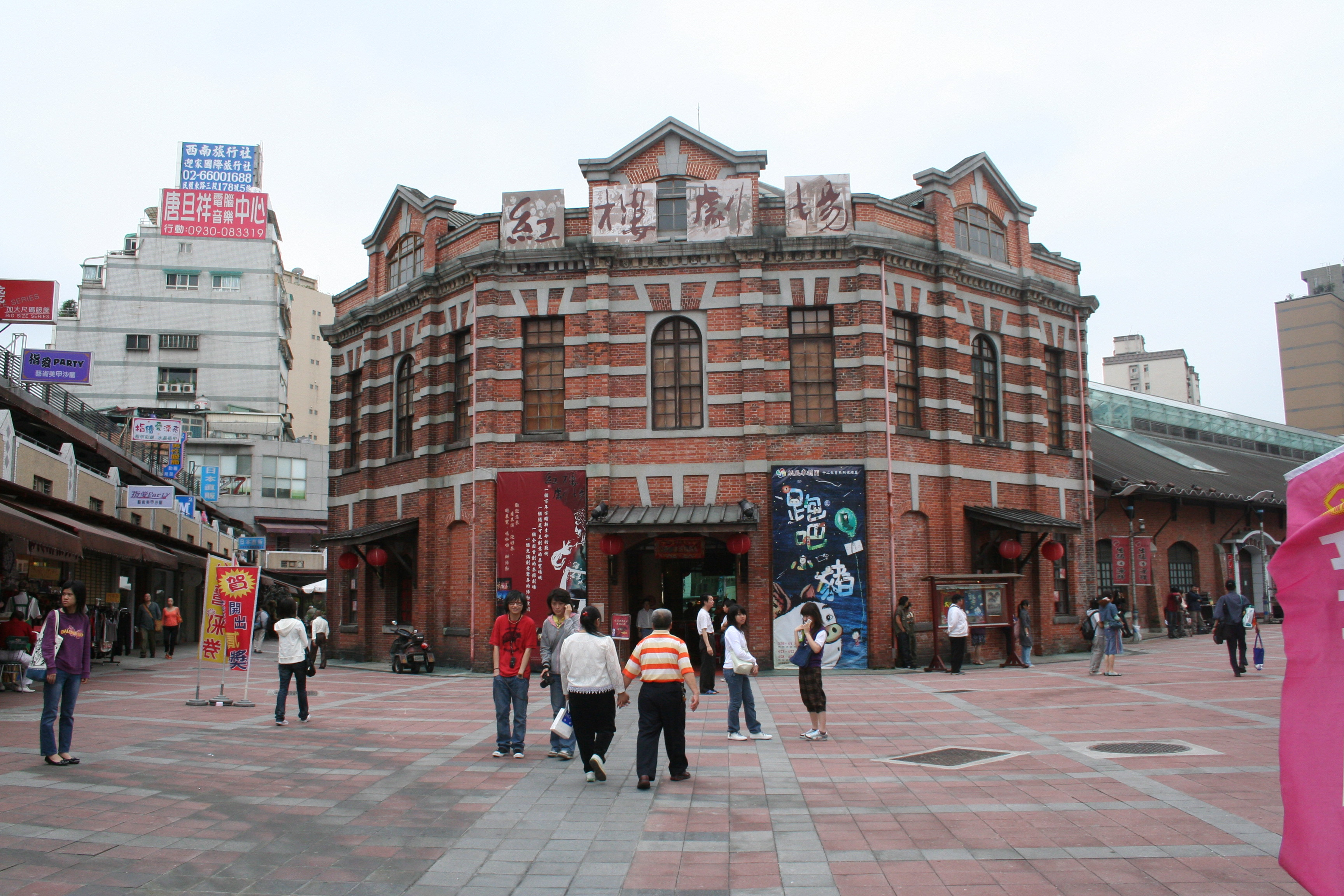
Історична будівля Red House Theater в Сіменьдін.

### Історичні місця
Через свою історію Сіменьдін є домівкою для кількох історичних місць. Побудований під час японського панування, Храм Сімендін Мадзу (西門町媽祖廟) є одним із важливих і видатних історичних храмів. Спочатку відкритий як ринок, Red House Theatre є ще однією видатною будівлею японської епохи.
Однойменні Західні ворота та стіни Тайбею були знесені в 1905 році. Раніше ринок Чунхва простягався на території Сіменьдін, але був знесений у 1992 році.

## Популярність
Мікрорайон привертає в середньому понад 3 мільйони покупців на місяць. У місцевих книгарнях продаються японські журнали, книги, компакт-диски та одяг, що робить їх притулком для харізу (кит.: 哈日族; піньїнь: hārìzú) або прихильники японської культури. Приватні продавці збираються на вулицях, а також у великих бізнес-будинках, таких як універмаг Wannien і площа Shizilin які працюють вдень, а універмаг Wanguo та Eslite 116 до пізньої ночі.
Територія навколо Red House Theater вважається центром ЛГБТ-культури Тайбею, і Сімендін часто займав помітне місце на тайванських прайдах/парадах.
Через свою популярність Сіменьдін також має вищий рівень злочинності порівняно з рештою міста, не рідко тут виникають насильницькі бійки та процвітає проституція.